# Snottite

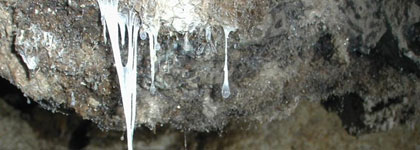
Des snottites à Cueva de la Villa Luz dans le Sud du Mexique

Les snottites sont des colonies de bactéries  unicellulaires extrêmophiles qui s'accrochent aux parois et aux voûtes des grottes et ressemblent à de petites stalactites, mais qui ont la consistance de snot, mot d'argot anglais qui signifie la morve ou le mucus nasal.
Dans les grottes de Frasassi, en Italie, plus de 70% des cellules de snottite ont été identifiées comme appartenant à l'espèce  Acidithiobacillus thiooxidans, associée avec une petite population incluant une archaea et une bactérie de la classe des Acidimicrobiia.
Les bactéries tirent leur énergie de chimiosynthèse de composés de soufre d'origine volcanique, dont du H2S et de l'eau chaude qui dégoutte de la voûte, produisant de l'acide sulfurique. Pour cette raison, leurs déchets sont très acides ; leur pH se rapproche de 0, avec des propriétés similaires à l'acide de batterie.
Les snottites ont été récemment portées à l'attention par les chercheurs Diana Northup et Penny Boston qui les ont étudiées (entre autres organismes) dans une grotte de soufre toxique appelée Cueva de Villa Luz (Grotte de la maison éclairée), à Tabasco au Mexique. Le terme snottite a été initialement appliqué à ces caractéristiques de grotte par Jim Pisarowicz.
La série de la BBC Merveilles du système solaire montra le scientifique  Brian Cox examinant des snottites dans ces grottes et suggérant que, si la vie sur Mars existait, elle pourrait être tout aussi primitive et cachée sous la surface de la planète rouge.
On parle également de snottites dans la série Netflix Les Mondes extraterrestres dans l'épisode Janus, en suggérant que, la vie pourrait également être possible sur des exoplanètes via ce genre d'organisme.